# Světový pohár v rychlobruslení 2010/2011
Světový pohár v rychlobruslení 2010/2011 byl 26. ročník Světového poháru v rychlobruslení. Konal se v období od 12. listopadu 2010 do 6. března 2011. Soutěž byla organizována Mezinárodní bruslařskou unií (ISU), jež měla na starosti také světové poháry v short tracku a krasobruslení.

## Kalendář
| Místo          | Datum                  | 500 m | 1000 m | 1500 m | 3 km/5 km | 5 km/10 km | stíhací závod |
| -------------- | ---------------------- | ----- | ------ | ------ | --------- | ---------- | ------------- |
| Heerenveen     | 12.–14. listopadu 2010 | 2×    | 1×     | 1×     | 1×        |            |               |
| Berlín         | 19.–21. listopadu 2010 | 2×    | 1×     | 1×     | 1×        |            | 1×            |
| Hamar          | 27.–28. listopadu 2010 |       |        | 1×     |           | 1×         | 1×            |
| Čchang-čchun   | 4.–5. prosince 2010    | 2×    | 2×     |        |           |            |               |
| Obihiro        | 11.–12. prosince 2010  | 2×    | 2×     |        |           |            |               |
| Moskva         | 28.–30. ledna 2011     | 2×    | 1×     | 1×     | 1×        |            | 1×            |
| Salt Lake City | 18.–19. února 2011     |       |        | 1×     |           | 1×         |               |
| Heerenveen     | 4.–6. března 2011      | 2×    | 1×     | 1×     | 1×        |            |               |

## Muži

### 500 m
| Místo          | 1. místo          | Čas      | 2. místo          | Čas       | 3. místo          | Čas       |
| -------------- | ----------------- | -------- | ----------------- | --------- | ----------------- | --------- |
| Heerenveen 1   | Džódži Kató       | 34,85    | I Kang-sok        | 35,00     | I Kju-hjok        | 35,01     |
| Heerenveen 2   | Keiičiró Nagašima | 34,97    | Džódži Kató       | 35,01     | I Kang-sok        | 35,10     |
| Berlín 1       | Džódži Kató       | 35,03    | Jan Smeekens      | 35,04     | I Kang-sok        | 35,10     |
| Berlín 2       | Pekka Koskela     | 34,90    | Tucker Fredricks  | 34,91     | I Kang-sok        | 35,13     |
| Čchang-čchun 1 | I Kang-sok        | 35,10    | Džódži Kató       | 35,25     | Keiičiró Nagašima | 35,30     |
| Čchang-čchun 2 | Tucker Fredricks  | 35,26    | Jan Smeekens      | 35,27     | I Kju-hjok        | 35,32     |
| Obihiro 1      | I Kang-sok        | 35,11    | Keiičiró Nagašima | 35,16 (3) | Akio Ota          | 35,16 (8) |
| Obihiro 2      | Džódži Kató       | 34,96    | Keiičiró Nagašima | 35,19 (3) | I Kju-hjok        | 35,19 (8) |
| Moskva 1       | Pekka Koskela     | 35,15    | Jamie Gregg       | 35,23     | Jacques de Koning | 35,24     |
| Moskva 2       | Jan Smeekens      | 34,93    | Akio Ota          | 35,02     | Tucker Fredricks  | 35,06     |
| Heerenveen 1   | I Kang-sok        | 35,03    | I Kju-hjok        | 35,08     | Jacques de Koning | 35,18     |
| Heerenveen 2   | I Kju-hjok        | 35,00    | Júja Oikawa       | 35,11     | I Kang-sok        | 35,12     |
|                |                   |          |                   |           |                   |           |
| Celkové pořadí | I Kang-sok        | 810 bodů | I Kju-hjok        | 695 bodů  | Džódži Kató       | 671 bodů  |

### 1000 m
| Místo          | 1. místo         | Čas      | 2. místo         | Čas      | 3. místo              | Čas         | Příp. další česká účast   | Čas     |
| -------------- | ---------------- | -------- | ---------------- | -------- | --------------------- | ----------- | ------------------------- | ------- |
| Heerenveen     | Shani Davis      | 1:08,40  | Stefan Groothuis | 1:08,51  | Simon Kuipers         | 1:08,68     | 25. (div. B) Milan Sáblík | 1:14,16 |
| Berlín         | Shani Davis      | 1:08,82  | I Kju-hjok       | 1:09,08  | Simon Kuipers         | 1:09,11 (0) | —                         | —       |
| Čchang-čchun 1 | Stefan Groothuis | 1:09,57  | I Kju-hjok       | 1:10,10  | Simon Kuipers         | 1:10,27     | —                         | —       |
| Čchang-čchun 2 | Stefan Groothuis | 1:09,39  | Simon Kuipers    | 1:10,11  | I Kju-hjok            | 1:10,13     | —                         | —       |
| Obihiro 1      | Shani Davis      | 1:09,56  | I Kju-hjok       | 1:09,80  | Denny Morrison        | 1:10,39     | —                         | —       |
| Obihiro 2      | Samuel Schwarz   | 1:09,98  | Shani Davis      | 1:10,15  | Jan Bos               | 1:10,17     | —                         | —       |
| Moskva         | Stefan Groothuis | 1:08,82  | Denny Morrison   | 1:09,57  | Mikael Flygind Larsen | 1:09,65     | 18. (div. B) Milan Sáblík | 1:13,73 |
| Heerenveen     | Stefan Groothuis | 1:08,66  | I Kju-hjok       | 1:09,00  | Shani Davis           | 1:09,21     | —                         | —       |
|                |                  |          |                  |          |                       |             |                           |         |
| Celkové pořadí | Stefan Groothuis | 580 bodů | I Kju-hjok       | 522 bodů | Shani Davis           | 485 bodů    | 61. Milan Sáblík          | 0 bodů  |

### 1500 m
| Místo          | 1. místo         | Čas      | 2. místo         | Čas      | 3. místo         | Čas      | Příp. další česká účast   | Čas     |
| -------------- | ---------------- | -------- | ---------------- | -------- | ---------------- | -------- | ------------------------- | ------- |
| Heerenveen     | Shani Davis      | 1:45,04  | Simon Kuipers    | 1:45,48  | Mark Tuitert     | 1:45,95  | 19. (div. B) Milan Sáblík | 1:55,13 |
| Berlín         | Håvard Bøkko     | 1:45,27  | Trevor Marsicano | 1:46,15  | Stefan Groothuis | 1:46,31  | 24. (div. B) Milan Sáblík | 1:53,11 |
| Hamar          | Trevor Marsicano | 1:45,54  | Simon Kuipers    | 1:45,97  | Shani Davis      | 1:45,98  | 19. (div. B) Milan Sáblík | 1:54,51 |
| Moskva         | Ivan Skobrev     | 1:45,49  | Denny Morrison   | 1:46,25  | Mark Tuitert     | 1:46,59  | 8. (div. B) Milan Sáblík  | 1:52,07 |
| Salt Lake City | Trevor Marsicano | 1:43,35  | Shani Davis      | 1:43,38  | Mark Tuitert     | 1:43,54  | —                         | —       |
| Heerenveen     | Shani Davis      | 1:45,92  | Stefan Groothuis | 1:46,09  | Ivan Skobrev     | 1:46,59  | —                         | —       |
|                |                  |          |                  |          |                  |          |                           |         |
| Celkové pořadí | Shani Davis      | 440 bodů | Håvard Bøkko     | 357 bodů | Stefan Groothuis | 342 bodů | 47. Milan Sáblík          | 2 body  |

### 5000 m/10 000 m
| Místo          | Disciplína     | 1. místo    | Čas      | 2. místo      | Čas      | 3. místo           | Čas      | Příp. další česká účast                | Čas      |
| -------------- | -------------- | ----------- | -------- | ------------- | -------- | ------------------ | -------- | -------------------------------------- | -------- |
| Heerenveen     | 5000 m         | Bob de Jong | 6:17,31  | Ivan Skobrev  | 6:18,96  | Wouter olde Heuvel | 6:20,93  | 10. (div. B) Pavel Kulma               | 6:40,09  |
| Berlín         | 5000 m         | I Sung-hun  | 6:18,40  | Jonathan Kuck | 6:18,85  | Håvard Bøkko       | 6:19,50  | 25. (div. B) Zdeněk Haselberger        | 6:57,20  |
| Hamar          | 10 000 m       | Bob de Jong | 13:05,83 | Ivan Skobrev  | 13:11,26 | Jorrit Bergsma     | 13:13,98 | 22. (div. B) Pavel Kulma               | 14:18,05 |
| Moskva         | 5000 m         | Bob de Jong | 6:19,43  | Ivan Skobrev  | 6:21,16  | Håvard Bøkko       | 6:22,79  | 16. (div. B) Pavel Kulma               | 6:50,53  |
| Salt Lake City | 10 000 m       | Bob de Jong | 12:53,17 | I Sung-hun    | 12:57,27 | Bob de Vries       | 13:01,83 | —                                      | —        |
| Heerenveen     | 5000 m         | Bob de Jong | 6:18,62  | Ivan Skobrev  | 6:22,50  | Bob de Vries       | 6:24,44  | —                                      | —        |
|                |                |             |          |               |          |                    |          |                                        |          |
| Celkové pořadí | Celkové pořadí | Bob de Jong | 610 bodů | Ivan Skobrev  | 400 bodů | Bob de Vries       | 356 bodů | 55. Pavel Kulma 55. Zdeněk Haselberger | 0 bodů   |

### Stíhací závod družstev
| Místo          | 1. místo                                           | Čas      | 2. místo                                                        | Čas      | 3. místo                                                      | Čas      | Příp. další česká účast                               | Čas     |
| -------------- | -------------------------------------------------- | -------- | --------------------------------------------------------------- | -------- | ------------------------------------------------------------- | -------- | ----------------------------------------------------- | ------- |
| Berlín         | USA Shani Davis Trevor Marsicano Jonathan Kuck     | 3:43,10  | Norsko Håvard Bøkko Henrik Christiansen Sverre Lunde Pedersen   | 3:44,65  | Nizozemsko Wouter olde Heuvel Koen Verweij Bob de Vries       | 3:45,38  | 13. Česko Milan Sáblík Pavel Kulma Zdeněk Haselberger | 3:59,52 |
| Hamar          | USA Shani Davis Jonathan Kuck Trevor Marsicano     | 3:43,58  | Kanada Lucas Makowsky Denny Morrison Justin Warsylewicz         | 3:44,61  | Norsko Håvard Bøkko Henrik Christiansen Fredrik van der Horst | 3:47,01  | 12. Česko Zdeněk Haselberger Pavel Kulma Milan Sáblík | 3:58,15 |
| Moskva         | Rusko Ivan Skobrev Pavel Bajnov Alexandr Rumjancev | 3:43,71  | Norsko Håvard Bøkko Mikael Flygind Larsen Sverre Lunde Pedersen | 3:46,68  | Německo Patrick Beckert Marco Weber Robert Lehmann            | 3:47,15  | 7. Česko Zdeněk Haselberger Pavel Kulma Milan Sáblík  | 3:57,20 |
|                |                                                    |          |                                                                 |          |                                                               |          |                                                       |         |
| Celkové pořadí | Norsko                                             | 270 bodů | Rusko                                                           | 250 bodů | USA                                                           | 232 bodů | 10. Česko                                             | 79 bodů |

## Ženy

### 500 m
| Místo          | 1. místo             | Čas       | 2. místo       | Čas      | 3. místo              | Čas       | Příp. další česká účast       | Čas     |
| -------------- | -------------------- | --------- | -------------- | -------- | --------------------- | --------- | ----------------------------- | ------- |
| Heerenveen 1   | Jenny Wolfová        | 38,02     | I Sang-hwa     | 38,30    | Margot Boerová        | 38,39     | 4. (div. B) Karolína Erbanová | 39,78   |
| Heerenveen 2   | Jenny Wolfová        | 38,17     | Margot Boerová | 38,54    | Nao Kodairaová        | 38,77     | 3. (div. B) Karolína Erbanová | 39,72   |
| Berlín 1       | Jenny Wolfová        | 38,08     | I Sang-hwa     | 38,24    | Margot Boerová        | 38,66     | 14. Karolína Erbanová         | 39,25   |
| Berlín 2       | Jenny Wolfová        | 37,98     | Margot Boerová | 38,46    | I Sang-hwa            | 38,56     | 21. Karolína Erbanová         | 2:03,57 |
| Čchang-čchun 1 | I Sang-hwa           | 38,24     | Jenny Wolfová  | 38,29    | Nao Kodairaová        | 38,51     | —                             | —       |
| Čchang-čchun 2 | I Sang-hwa           | 38,22     | Jü Ťing        | 38,27    | Jenny Wolfová         | 38,44     | —                             | —       |
| Obihiro 1      | I Sang-hwa           | 38,18     | Jü Ťing        | 38,21    | Jenny Wolfová         | 38,25     | —                             | —       |
| Obihiro 2      | Jenny Wolfová        | 38,03     | I Sang-hwa     | 38,21    | Jü Ťing               | 38,30     | —                             | —       |
| Moskva 1       | Jenny Wolfová        | 37,90     | Margot Boerová | 38,56    | Heather Richardsonová | 38,57     | 15. Karolína Erbanová         | 39,51   |
| Moskva 2       | Jenny Wolfová        | 38,01     | Margot Boerová | 38,49    | Heather Richardsonová | 38,53 (3) | 14. Karolína Erbanová         | 39,41   |
| Heerenveen 1   | Annette Gerritsenová | 38,31     | Jenny Wolfová  | 38,37    | I Sang-hwa            | 38,49     | —                             | —       |
| Heerenveen 2   | Jenny Wolfová        | 38,37     | I Sang-hwa     | 38,48    | Annette Gerritsenová  | 38,55     | —                             | —       |
|                |                      |           |                |          |                       |           |                               |         |
| Celkové pořadí | Jenny Wolfová        | 1190 bodů | I Sang-hwa     | 875 bodů | Margot Boerová        | 735 bodů  | 26. Karolína Erbanová         | 76 bodů |

### 1000 m
| Místo          | 1. místo              | Čas      | 2. místo              | Čas      | 3. místo               | Čas      | Příp. další česká účast                             | Čas             |
| -------------- | --------------------- | -------- | --------------------- | -------- | ---------------------- | -------- | --------------------------------------------------- | --------------- |
| Heerenveen     | Christine Nesbittová  | 1:15,84  | Margot Boerová        | 1:16,50  | Ireen Wüstová          | 1:16,75  | 4. (div. B) Karolína Erbanová                       | 1:18,97         |
| Berlín         | Christine Nesbittová  | 1:15,86  | Heather Richardsonová | 1:16,31  | Margot Boerová         | 1:16,51  | 5. (div. B) Karolína Erbanová                       | 1:18,69         |
| Čchang-čchun 1 | Christine Nesbittová  | 1:16,07  | Heather Richardsonová | 1:17,49  | Judith Hesseová        | 1:18,04  | —                                                   | —               |
| Čchang-čchun 2 | Christine Nesbittová  | 1:16,55  | Heather Richardsonová | 1:17,59  | Nao Kodairaová         | 1:17,98  | —                                                   | —               |
| Obihiro 1      | Heather Richardsonová | 1:16,45  | Nao Kodairaová        | 1:17,33  | I Sang-hwa             | 1:17,87  | —                                                   | —               |
| Obihiro 2      | Heather Richardsonová | 1:17,27  | Nao Kodairaová        | 1:17,77  | Maki Cudžiová          | 1:18,29  | —                                                   | —               |
| Moskva         | Christine Nesbittová  | 1:15,59  | Ireen Wüstová         | 1:15,94  | Heather Richardsonová  | 1:16,18  | 20. Karolína Erbanová 2. (div. B) Martina Sáblíková | 1:19,75 1:18,40 |
| Heerenveen     | Ireen Wüstová         | 1:15,76  | Marrit Leenstraová    | 1:16,19  | Laurine van Riessenová | 1:16,37  | —                                                   | —               |
|                |                       |          |                       |          |                        |          |                                                     |                 |
| Celkové pořadí | Heather Richardsonová | 605 bodů | Christine Nesbittová  | 590 bodů | Margot Boerová         | 360 bodů | 36. Karolína Erbanová 39. Martina Sáblíková         | 24 bodů 19 bodů |

### 1500 m
| Místo          | 1. místo             | Čas      | 2. místo           | Čas      | 3. místo              | Čas      | Příp. další česká účast                             | Čas                 |
| -------------- | -------------------- | -------- | ------------------ | -------- | --------------------- | -------- | --------------------------------------------------- | ------------------- |
| Heerenveen     | Christine Nesbittová | 1:56,00  | Ireen Wüstová      | 1:57,35  | Marrit Leenstraová    | 1:57,68  | 24. Karolína Erbanová                               | DSQ                 |
| Berlín         | Christine Nesbittová | 1:57,03  | Ida Njåtunová      | 1:57,99  | Ireen Wüstová         | 1:58,93  | 7. Martina Sáblíková 14. (div. B) Karolína Erbanová | 1:59,53 (6) 2:02,84 |
| Hamar          | Christine Nesbittová | 1:58,00  | Marrit Leenstraová | 1:58,03  | Brittany Schusslerová | 1:58,96  | 8. Martina Sáblíková 2. (div. B) Karolína Erbanová  | 2:00,36 2:02,83     |
| Moskva         | Christine Nesbittová | 1:56,80  | Ireen Wüstová      | 1:56,93  | Martina Sáblíková     | 1:57,50  | 20. Karolína Erbanová                               | 2:03,20             |
| Salt Lake City | Marrit Leenstraová   | 1:53,38  | Ireen Wüstová      | 1:53,75  | Christine Nesbittová  | 1:54,16  | 19. Martina Sáblíková                               | 2:27,73             |
| Heerenveen     | Ireen Wüstová        | 1:56,35  | Marrit Leenstraová | 1:57,00  | Christine Nesbittová  | 1:57,86  | 5. Martina Sáblíková                                | 1:58,46             |
|                |                      |          |                    |          |                       |          |                                                     |                     |
| Celkové pořadí | Christine Nesbittová | 575 bodů | Marrit Leenstraová | 466 bodů | Ireen Wüstová         | 460 bodů | 5. Martina Sáblíková 33. Karolína Erbanová          | 227 bodů 24 bodů    |

### 3000 m/5000 m
| Místo          | Disciplína     | 1. místo             | Čas          | 2. místo             | Čas      | 3. místo              | Čas      | Příp. další česká účast                              | Čas         |
| -------------- | -------------- | -------------------- | ------------ | -------------------- | -------- | --------------------- | -------- | ---------------------------------------------------- | ----------- |
| Heerenveen     | 3000 m         | Stephanie Beckertová | 4:04,38      | Cindy Klassenová     | 4:07,19  | Kristina Grovesová    | 4:08,01  | 24. Martina Sáblíková 17. (div. B) Karolína Erbanová | DNS 4:26,33 |
| Berlín         | 3000 m         | Jilleanne Rookardová | 4:04,39      | Martina Sáblíková    | 4:05,83  | Stephanie Beckertová  | 4:06,12  | —                                                    | —           |
| Hamar          | 5000 m         | Stephanie Beckertová | 6:59,18      | Martina Sáblíková    | 7:03,95  | Eriko Išinová         | 7:06,70  | —                                                    | —           |
| Moskva         | 3000 m         | Martina Sáblíková    | 4:04,03      | Ireen Wüstová        | 4:05,41  | Brittany Schusslerová | 4:10,45  | 11. (div. B) Karolína Erbanová                       | 4:22,55     |
| Salt Lake City | 5000 m         | Martina Sáblíková    | 6:42,66 (WR) | Stephanie Beckertová | 6:47,03  | Eriko Išinová         | 6:55,07  | —                                                    | —           |
| Heerenveen     | 3000 m         | Martina Sáblíková    | 4:06,21      | Stephanie Beckertová | 4:08,03  | Jorien Voorhuisová    | 4:08,96  | —                                                    | —           |
|                |                |                      |              |                      |          |                       |          |                                                      |             |
| Celkové pořadí | Celkové pořadí | Martina Sáblíková    | 510 bodů     | Stephanie Beckertová | 475 bodů | Jilleanne Rookardová  | 351 bodů | 55. Karolína Erbanová                                | 0 bodů      |

### Stíhací závod družstev
| Místo          | 1. místo                                                           | Čas      | 2. místo                                                          | Čas      | 3. místo                                                          | Čas      |
| -------------- | ------------------------------------------------------------------ | -------- | ----------------------------------------------------------------- | -------- | ----------------------------------------------------------------- | -------- |
| Berlín         | Německo Isabell Ostová Jennifer Bayová Stephanie Beckertová        | 3:04,91  | Nizozemsko Ireen Wüstová Jorien Voorhuisová Marije Jolingová      | 3:05,50  | Norsko Ida Njåtunová Hege Bøkková Mari Hemmerová                  | 3:06,67  |
| Hamar          | Kanada Cindy Klassenová Christine Nesbittová Brittany Schusslerová | 3:00,90  | Rusko Jekatěrina Lobyševová Jekatěrina Šichovová Julija Skokovová | 3:03,90  | Nizozemsko Marije Jolingová Marrit Leenstraová Jorien Voorhuisová | 3:04,62  |
| Moskva         | Nizozemsko Marrit Leenstraová Diane Valkenburgová Ireen Wüstová    | 3:01,13  | Norsko Ida Njåtunová Mari Hemmerová Hege Bøkková                  | 3:03,02  | Německo Stephanie Beckertová Isabell Ostová Jennifer Bayová       | 3:04,11  |
|                |                                                                    |          |                                                                   |          |                                                                   |          |
| Celkové pořadí | Nizozemsko                                                         | 300 bodů | Německo                                                           | 250 bodů | Norsko                                                            | 250 bodů |